# Augustin Riban
Augustin Riban est un homme politique français né le 12 juillet 1814 à Louvigné-du-Désert (Ille-et-Vilaine) et décédé le 27 août 1891 à Fougères (Ille-et-Vilaine).

## Biographie
Il est élu député, républicain, d'Ille-et-Vilaine, à l'occasion d'une élection partielle, en 1878. Il est battu en 1881 par le candidat conservateur, mais l'élection étant invalidée, Riban est réélu lors de l'élection partielle, mais de justesse. Cette élection étant à nouveau annulée, Riban renonce à se représenter et quitte la vie politique.

## Sources
- « Augustin Riban », dans Adolphe Robert et Gaston Cougny, Dictionnaire des parlementaires français, Edgar Bourloton, 1889-1891 [détail de l’édition]
- « Augustin Riban », dans le Dictionnaire des parlementaires français (1889-1940), sous la direction de Jean Jolly, PUF, 1960 [détail de l’édition]
- Ressource relative à la vie publique :   - Base Sycomore